# ذید

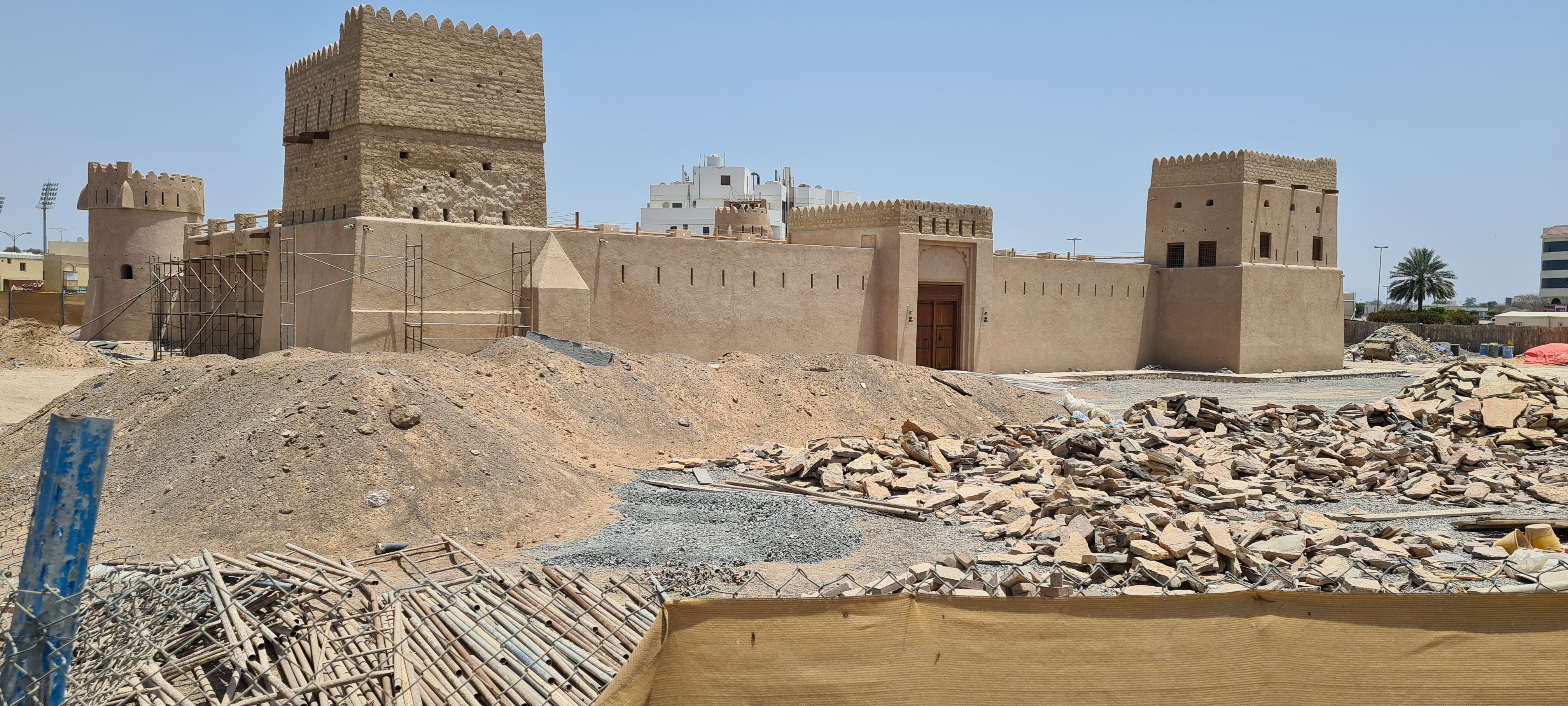
ذید شهری درامارات متحده عربی

ذَید (در عربی:  الذید ) نام مهم‌ترین واحه امارت شارجه از امارات متحده عربی است. ذید در ۶۰ کیلومتری شارجه و صد کیلومتری فجیره واقع شده‌است. ذید دارای زمینهای حاصلخیز کشاورزی است. در این شهر زیبا نهادهای دولتی متعددی وجود دارد.

## جمعیت
جمعیت شهر ذید در حدود ۲۶۰۰۰ هزار نفر می‌باشد. شغل بیشتر مردم کشاورزی و دامداری است.

## باغ‌های مرکبات
باغ‌های مرکبات و محصولات زراعی و میوه‌های مختلف به وفور در ذید یافت می‌شود. محصولات این باغ‌ها عبارت‌اند از: سیب، هلو، انار، پرتقال، نارنگی، لیمو ترش، لیمو شیرین، نارنج، بالنگ، نخل، موز و همچنین خربزه، هندوانه، خیار و سبزیجات و صیفی کشت می‌شود.